# Albert Jantzen
Albert Thorvald Jantzen, född den 23 maj 1840 i Köpenhamn, död den 7 januari 1917 på Frederiksberg, var en dansk präst.
Jantzen blev student 1858 och teologisk kandidat 1864. Efter att ha varit huslärare ett år på Knuthenborg var han 1865–1873 lärare för prins Valdemar, liksom han också i flera ämnen undervisade prinsessan Thyra. År 1873 blev han kaplan pro loco och var 1876–1913 sognepræst i Gentofte.
I denna stora och folkrika församling, inom vars gränser ett av huvudsätena för den romerska propagandan i Danmark fanns, uppfördes under hans ämbetstid en kyrka i Ordrup, upprättades barnasyler i Skovshoved och Vangede och byggdes ett kyrkligt församlingshus i Gentofte.
Vid sidan av sitt arbete i församlingen skrev Jantzen, som var en mycket beläst och flitig man, recensioner och uppsatser i historiska, teologiska och kyrkliga tidskrifter. Den danska översättningen av Blaise Pascals Provinsialbreve (1876) har han försett med inledning och anmärkningar.
Genom mångåriga studier förvärvade han ingående kunskaper om 1700-talets personhistoria i Danmark, men var ingen flitig författare. Han skrev bland annat en bok om sin släkt (1911) och en lång rad artiklar i Dansk biografisk Leksikon. Den 22 oktober 1885 förrättade han prins Valdemars och prinsessan Maries vigsel på slottet Eu i Frankrike.
Jantzen blev riddare av Dannebrogorden 1873, mottog Dannebrogsmännens hederstecken 1883 och blev kommendör av andra graden 1911. Han är begraven på Gentofte kyrkogård.